# Västra Karups socken
Västra Karups socken i Skåne ingick i Bjäre härad, ingår sedan 1971 i Båstads kommun och motsvarar från 2016 Västra Karups distrikt.
Socknens areal är 57,88 kvadratkilometer varav 57,13 land. År 2000 fanns här 1 764 invånare. Norrvikens trädgårdar samt tätorten Västra Karup med  sockenkyrkan Västra Karups kyrka ligger i socknen.

## Administrativ historik
Socknen har medeltida ursprung. På 1400-talet utbröts Båstads socken/stad.Namnet var före 1884 Karups socken.
Vid kommunreformen 1862 övergick socknens ansvar för de kyrkliga frågorna till Västra Karups församling och för de borgerliga frågorna bildades Västra Karups landskommun. Landskommunen uppgick 1952 i Västra Bjäre landskommun som 1971 uppgick i Båstads kommun. Församlingen uppgick 2010 i Västra Karup-Hovs församling.
1 januari 2016 inrättades distriktet Västra Karup, med samma omfattning som församlingen hade 1999/2000.
Socknen har tillhört län, fögderier, tingslag och domsagor enligt vad som beskrivs i artikeln Bjäre härad. De indelta soldaterna tillhörde Norra skånska infanteriregementet, Norra Åsbo kompani och Skånska husarregementet, Bjäre skvadron, Bjäre härads kompani.

## Geografi och natur
Västra Karups socken ligger tvärs över Bjärehalvön och Hallandsåsen med Laholmsbukten i norr och Skälderviken i söder. Socknen är en slättbygd i söder och i nordost starkt kuperad med höjder som når 183 meter över havet.
Englandsdals naturreservat är ett kommunalt naturreservat.
I kyrkbyn Västra Karup fanns det förr ett gästgiveri.

## Fornlämningar
Cirka 60 boplatser och två hällkistor från stenåldern är funna. Från bronsåldern finns cirka 165 gravhögar, gravrösen, skålgropsförekomster, tre hällristningar och en skeppssättning. Från järnåldern finns tolv gravfält och stensättningar. Fossil åkermark har påträffats. En bronslur från bronsåldern har påträffats, liksom romerska kärl av brons från järnåldern.

## Befolkningsutveckling
Befolkningen ökade från 2 375 år 1810 till 3 841 år 1870 varefter den minskade stadigt till 1 776 år 1990.

## Namnet
Namnet skrevs 1557 Karup och kommer från kyrkbyn. Efterleden är torp, 'nybygge'. Förleden är troligen mansnamnet Kaki..